# 깨
깨는 참깨(Sesamum indicum)와 들깨(Perilla frutescens var. frutescens)의 씨를 아울러 이르는 말이다.

## 이름

### 한국
깨라고 하면 보통 참깨를 일컫는다.
참깨는 유마(油麻), 지마(脂麻/芝麻), 호마(胡麻), 진임(眞荏) 등으로 부르며, 들깨는 백소(白蘇), 수임(水荏), 야임(野荏), 임자(荏子) 등으로 부른다.
들깨는 빛깔에 따라 구분해 부르지 않지만, 참깨는 빛깔이 흰 것은 흰깨, 백유마(白油麻), 백지마(白脂麻/白芝麻), 백호마(白胡麻) 등으로 부르고, 빛깔이 검은 것은 검은깨, 검정깨, 흑유마(黑油麻), 흑지마(黑脂麻/黑芝麻), 흑호마(黑胡麻), 거승(苣蕂/苣勝/巨勝), 흑임자(黑荏子) 등으로 부른다.
흑임자는 검은 참깨이지만 임자는 들깨이다.

### 한자문화권
일본어에서 참깨는 호마(일본어: ゴマ/胡麻 고마[*])로, 들깨는 임호마(일본어: エゴマ/荏胡麻 에고마[*])로 부른다.
중국어에서 참깨는 지마(중국어: 芝麻, 병음: zhīma 즈마[*])로, 들깨는 백자소(중국어 간체자: 白紫苏, 정체자: 白紫蘇, 병음: báizǐsū 바이쯔쑤[*])로 부른다.
중국어에서 자소(紫苏 쯔쑤[*])는 들깨와 차조기 등을 포함하는 들깨종(Perilla frutescens)을 일컫는 말로, 한국어에서 백소(白蘇), 청소(靑蘇), 적소(赤蘇)로 일컫는 아종들을 중국어에서는 백자소(白紫苏 바이쯔쑤[*]), 청자소(青紫苏 칭쯔쑤[*]), 홍자소(红紫苏 홍쯔쑤[*])로 부른다. 일본어에서 자소(紫蘇 시소[*])는 차조기(P. frutescens var. crispa)를 일컫는 말로, 들깨를 가리키지 않는다.

### 기타
영어권에서 참깨는 새서미(영어: sesame)로, 들깨는 퍼릴라(영어: perilla)로 구분해 부른다.

## 쓰임새

### 한국의 요리
참깨와 들깨는 참기름과 들기름을 짜는 데 쓰기도 하지만, 기름을 짜지 않고 씨를 볶아서 요리에 쓰기도 한다. 잎과 꽃도 먹는다. 깻잎 중 요리에 쓰는 것은 주로 들깻잎이고, 참깻잎은 한약재로 쓴다. 깨의 꽃을 쓰는 음식으로는 깨보숭이가 있다. 들깨의 꽃송이에 찹쌀가루를 묻혀서 기름에 튀겨 만든다.
- 거승주: 참깨로 만든 술이다. 참깨를 약간 볶아 생강과 생용뇌를 섞고, 다시 볶아 찧어서 가루로 만들어 술에 담근 뒤에 우려 만든다. 호마주라고도 부른다.
- 깨강정: 찹쌀가루 반죽을 적당히 썰어서 말린 뒤에, 기름에 튀기고 꿀을 바른 위에 볶은 참깨를 묻힌 강정이다. 지마강정이라고도 부른다.
- 깨고물: 참깨, 특히 검은깨를 볶아 곱게 빻아서 만든 고물이다. 떡이나 경단 등에 묻혀 먹는다.
- 깨다식: 참깨로 만든 다식이다. 참깨를 볶아 곱게 빻아서 꿀이나 조청에 반죽하여 다식판에 박아 낸 뒤, 기름에 지져서 만든다.
- 깨떡: 시루에 쌀가루를 안치고, 켜 사이에 깨고물을 뿌려서 찐 떡이다. 호마병이라고도 부른다.
- 깨소금: 볶은 참깨를 빻은 것 또는 여기에 소금을 약간 넣은 양념을 일컫는다.
- 깨엿: 볶은 참깨를 겉에 묻힌 엿이다.
- 깨장: 참깨를 비롯한 여러 가지 양념을 넣어 만든 장이다.
- 깨죽: 껍질을 벗긴 참깨에 찹쌀을 섞고 함께 갈아서 쑨 죽이다. 지마죽, 참깨죽, 호마죽으로도 부른다.
- 깻가루: 참깨를 빻은 가루이다. 양념으로 쓰인다.
- 깻국: 물에 불리거나 삶은 참깨를 맷돌에 물을 치며 갈아서 체에 밭은 물이다. 밀국수 등을 넣고 양념을 해 말아 먹는다. 지마냉탕이라고도 부른다.
- 들깨엿: 엿을 고을 때 들깨를 넣어 만든 엿, 또는 들깻가루를 겉에 묻힌 엿이다.
- 들깨죽: 들깨와 쌀을 물에 불려 갈아서 쑨 죽이다. 들죽이라고도 부른다.
- 들깻가루: 들깨를 빻은 가루이다. 나물이나 탕 요리에 쓰인다.
- 엿강정: 볶은 참깨나 들깨, 콩 등을 엿에 버무려 만든 과자이다.
- 지마장: 참깨를 타서 만든 간장이다.
- 호마초: 참깨를 넣은 식초이다. 흰 참깨나 검은깨를 쪄서 빻은 다음 식초를 붓고 간장, 소금, 설탕 등을 섞어 만든다.

#### 선식
들깨와 검정깨는 현미, 찹쌀, 보리, 검정콩, 율무와 함께 불교 수도자들이 참선할 때 먹던 건강식의 재료이다. 선식은 위 일곱 가지 곡식으로 만들며 위에 부담을 주지 않고 머리를 맑게 한다.

### 다른 나라의 요리

#### 중국
- 참깨볼: 찹쌀가루로 만들어 튀긴 빵이다. 겉이 참깨로 뒤덮여 있으며, 식감이 바삭하고 쫄깃하다.

## 관용어
- 깨가 쏟아지다: "몹시 아기자기하고 재미가 나다"라는 뜻이다.[1]
- 깨소금 맛: 남의 불행을 보고 몹시 통쾌하다는 뜻으로 하는 말이다.[2]
- 깨춤(을 추다): "깨를 볶을 때에 톡톡 튀듯, 체구가 작은 사람이 방정맞게 까부는 모양"을 이르는 말이다.[3]

## 같이 보기
- 참깨
- 들깨
- 참기름
- 들기름
- 깻잎